# Курганский, Тимофей Михайлович
Тимофей Михайлович Курганский — советский хозяйственный, государственный и политический деятель.

## Биография
Родился в 1930 году в селе Осиновка. Член КПСС.
С 1947 года — на хозяйственной, общественной и политической работе. В 1947—1995 гг. — учитель, в Советской Армии, председатель Капальского райисполкома, председатель Джамбульского райисполкома, первый секретарь Илийского райкома КПК, первый секретарь Талгарского райкома КПК, второй секретарь Талды-Курганского обкома КПК, председатель Талды-Курганского облисполкома, инспектор ЦК КПК, управляющий делами ЦК КПК, старший юрисконсульт ВО ВАСХНИЛ.
Избирался депутатом Верховного Совета Казахской ССР 9-го, 10-го и 11-го созывов.
Живёт в Калининграде.